# أيفريم ألاسيا
أيفريم ألاسيا (بالتركية: Evrim Alasya)‏ من مواليد 2 أغسطس 1979، بمدينة إزمير هي ممثلة تركية.
بعد تخرجها من قسم المسرح في جامعة 9 ايلول التركية. بدأت التمثيل عام 1999 في مسرح بينار الأطفال للتمثيل. لتتوالى مشاركتها في العديد من المسلسلات التي حققت نجاحاً ونسبة مشاهدة عالية، أبرزها مسلسل سنوات الضياع، حريم السلطان وبائعة الورد ومؤخراً المسلسل الشبابي بنات الشمس.